# Odalisque à la culotte rouge (Matisse, 1921)
Odalisque à la culotte rouge est un tableau réalisé par le peintre français Henri Matisse à l'automne 1921 à Nice. Cette huile sur toile représente une odalisque allongée dont Henriette Darricarrère fut le modèle. Première peinture de la série des Odalisques, c'est également, en 1922, le premier tableau de l'artiste acheté par un musée parisien. Elle est aujourd'hui conservée au musée national d'Art moderne, à Paris.